# Judaïsme ancien / Ancient Judaism
 (mars 2015).
Si vous disposez d'ouvrages ou d'articles de référence ou si vous connaissez des sites web de qualité traitant du thème abordé ici, merci de compléter l'article en donnant les références utiles à sa vérifiabilité et en les liant à la section « Notes et références ».
Judaïsme ancien / Ancient Judaism est une revue historique et philologique.
Revue annuelle, son premier numéro est sorti en 2013. Elle est publiée chez Brepols et dirigée, depuis sa création, par les historiens français Simon Claude Mimouni et David Hamidovic. Depuis 2019, elle est dirigée par David Hamidovic et Pierluigi Piovanelli.
La revue bénéficie d'une double expertise à l'aveugle (double-blind peer-review) pour garantir la qualité des articles publiés.

## Sujets
Elle s’intéresse aussi bien à la littérature, l’archéologie et l’épigraphie qu’à la culture, la religion et la sociologie, et couvre la période comprise entre le VIe siècle avant notre ère et le IXe siècle de notre ère.
Elle entend être un espace pour caractériser les interactions (relations, influences et distinctions) entre le rabbinisme, le christianisme et les débuts de l’islam
Ses articles sont essentiellement rédigés en français et en anglais mais elle est également susceptible d'accepter des contributions en allemand ou en italien.